# Yacine Wakili
Pour les articles homonymes, voir Wakili.
Yacine Wakili (en arabe : ياسين واكيلي), né le 18 octobre 1990 à Casablanca (Maroc) est un footballeur marocain évoluant avec le club du Maghreb de Fès. Il joue au poste de milieu de terrain.

## Biographie
Yacine Wakili naît à Casablanca et intègre le centre de formation du Raja de Casablanca. N'arrivant pas à s'imposer dans le club, il est prêté pendant une demie saison au Chabab Rif Al Hoceima. Le joueur ne s'impose également pas dans les clubs où il signe par la suite, notamment le HUS Agadir, l'ES Métlaoui, l'OC Khouribga et le Rapide Oued Zem.
Il finit enfin par trouver du temps de jeu en signant un contrat de deux ans au Youssoufia Berrechid. Par la suite, le 19 juillet 2019, il signe un contrat de trois ans au Maghreb de Fès.

## Palmarès
|  | Chabab Rif Al Hoceima - Coupe du Trône : - Finaliste : 2012-13. |  | Maghreb de Fès - Championnat du Maroc D2 (1) : - Champion : 2019-20. |